# Сухопутні війська Латвії
Сухопутні війська Латвії (латис. Sauszemes spēki, SzS) — разом із національною гвардією утворює сухопутні сили національних збройних сил. Від 2007 року, сухопутні війська організовані, як повністю професійні постійні сили.

## Завдання
Сухопутні війська призначені для:
- Забезпечення захисту усієї національної території;
- Забезпечення бойової готовності та мобілізаційного потенціалу;
- Ліквідація боєприпасів;
- Забезпечення допомоги цивільному населенню.

## Структура

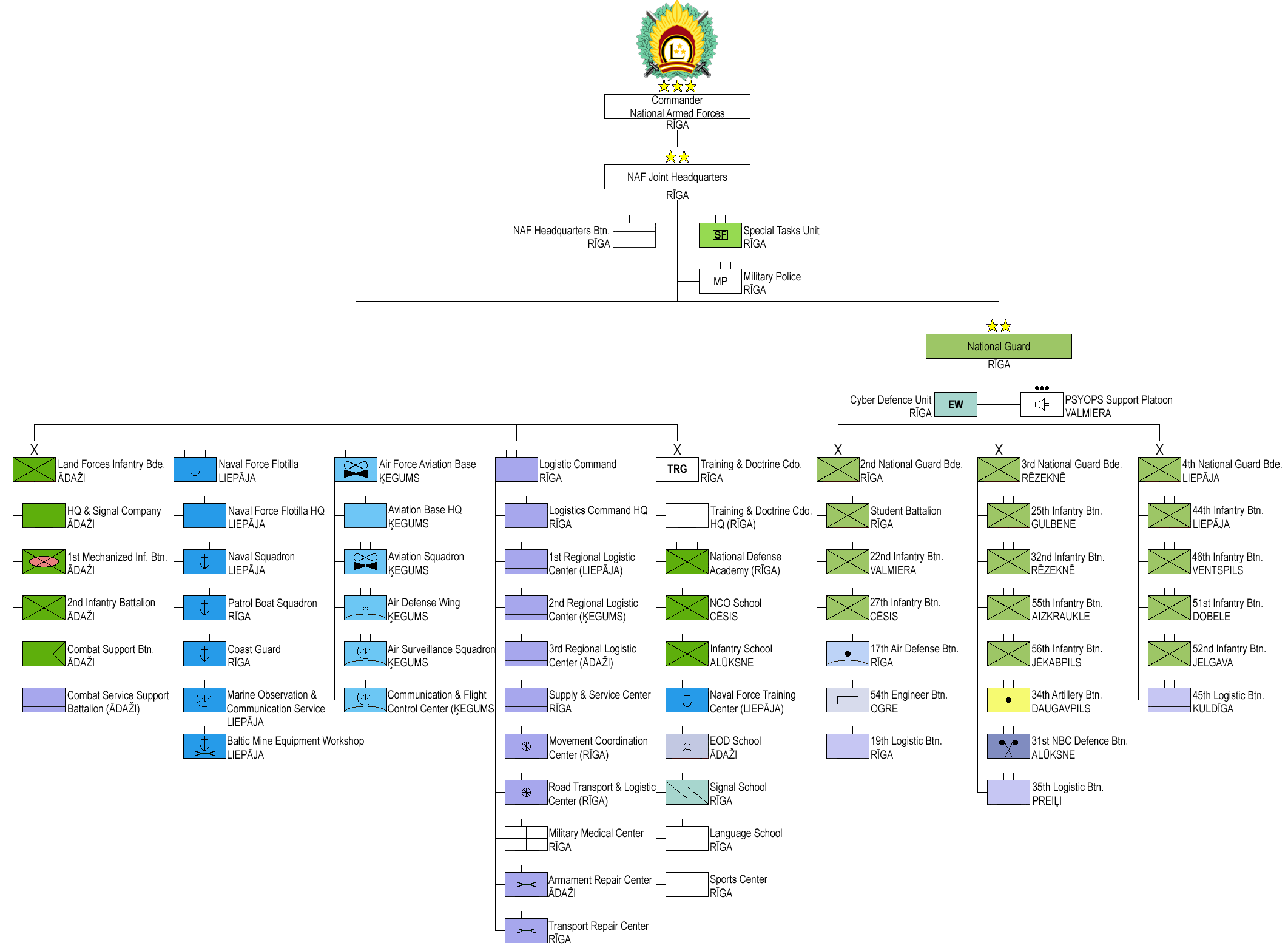
Структура збройних сил Латвії, 2017

Піхотна бригада
- штаб
- рота штабу та зв'язку
- 1-й механізований батальйон
  - рота штабу та зв'язку
  - 1-ша механізована рота
  - 2-га піхотна рота
  - 3-тя механізована рота
  - 4-та механізована рота
  - рота бойової підтримки
- 2-й піхотний батальйон
  - рота штабу та зв'язку
  - 1-ша піхота рота
  - 2-га піхотна рота
  - 3-тя піхотна рота
- Батальйон бойової підтримки
  - рота штабу та зв'язку
  - протитанкова рота
  - рота вогневої підтримки
  - інженерна рота
  - розвідувальна рота
  - рота авіаційного коригування
- Батальйон бойового забезпечення
  - рота постачання та транспорту
  - медична рота

## Озброєння
САУ
- M109
- FV107 Scimitar
- M142 HIMARS

## Командування
- полковник Ілмарс Атіс Лежиньш[3]